# Áll egy ifjú nyírfa
A Balalajka (Áll egy ifjú nyírfa) egy két szólamú kánonban énekelhető orosz népdal. Szövegét Kerényi György fordította magyarra.
Feldolgozás:
| Szerző                    | Mire    | Mű            | Előadás |
| ------------------------- | ------- | ------------- | ------- |
| Pjotr Iljics Csajkovszkij | zenekar | IV. szimfónia | [ 1 ]   |

## Kotta és dallam
| Áll egy ifjú nyírfa a réten, virágfürtös nyírfácska a réten, dúli, dúli, a réten, dúli, dúli, a réten. | Nyírfa ága, sej, kifaragva, abból lesz a jó balalajka, dúli, dúl, balalajka, dúli, dúl, balalajka. |

A szöveg oroszul:
| Во поле береза стояла, Во поле кудрявая стояла, Люли, люли, стояла. | Некому березу заломати, Некому кудряву заломати, Люли, люли, заломати. |

További feldolgozása 
ISWC: T-007.188.000-6 (Sebestyén András, Csányi László, Nádas Katalin)

## Felvételek
- Vo polje - Áll egy ifjú nyírfa a réten - orosz népdal. A Magyar Rádió és Televízió Gyermekkara, vezényel Csányi László  YouTube (2016. február 14.)  (Hozzáférés: 2016. augusztus 13.) (audió)
- Áll egy ifjú... Barackca  YouTube (2010. augusztus 11.)  (Hozzáférés: 2016. augusztus 13.) (audió)
- Áll egy ifjú nyírfa... Citerára hangolva:). YouTube (2013. szeptember 23.)  (Hozzáférés: 2016. augusztus 13.) (videó)